# Techi
| X1 · Aa1 | Z4 · W3 |

| X1 · Aa1 | Z4 · W3 |

| X1 · N33 | W22 |

| X1 · N33 | W22 |

| N11 · Z1 | SA · x · t |

| N11 · Z1 | SA · x · t |

| N11 · N14 | \| | SA · t · N33 |

| N11 · N14 | \| | SA · t · N33 |

Techi war zur Zeit der 18. bis 20. Dynastie die Bezeichnung für den ersten Monat im ägyptischen Kalender. Dieser Monat begann nach Wepet-renpet und ist bereits in der Grabkammer des Senenmut belegt. In der deutschsprachigen Literatur wird der Name mit Trunkenheit übersetzt, was als Hinweis auf das Bastet-Fest gewertet werden kann.

## Hintergrund
Im alten Ägypten wurden mehrere Kalender gleichzeitig geführt. Daher ist die Zuordnung einer gegebenen Kalendereinteilung zu einem Kalender nicht trivial. An den heliakischen Aufgang des Sirius, der mit dem Beginn der Nilschwemme in Verbindung gebracht wurde, orientierte sich der Mondkalender. In diesem müssen ursprünglich auch die „Feste der Zeitläufe“ definiert gewesen sein, „deren Datum der Neumond bringt“. Tatsächlich wurden diese Feste, die nur ein Mal im Jahr gefeiert wurden, jedoch an den Verwaltungskalender gebunden. Somit dürften auch das Bastet-Fest, beziehungsweise das Neujahrsfest nur selten auf den ersten Tag im ersten Monat des Achet gefallen sein.
Die Jahreszeiten waren Grundlage für eine eindeutige Bezeichnung der Monate im Mondkalender. Damit begann das Sothisjahr stets mit dem 1 Achet. Eine alternative Grundlage waren die Namen des wichtigsten Festes, welches in dem jeweiligen Monat gefeiert wurde. In The Calendars of Ancient Egypt. wird die These vertreten, dass die Namen der Monate im Verwaltungskalender dann denen im Mondkalender entlehnt wurden. Im Mondkalender bezeichnete Techi (englische Transkription: tḫy) bereits den ersten Monat, während für den Verwaltungskalender als Abwandlung die Bezeichnung Ḏḥwtj, später, gräzisiert Thoth gefunden werden kann.